# Quintanilla de Onésimo
Quintanilla de Onésimo is een gemeente in de Spaanse provincie Valladolid in de regio Castilië en León met een oppervlakte van 55,17 km². Quintanilla de Onésimo telt 1.059 inwoners (1 januari 2016).